# Petrolera Mito Juan
La Petrolera Mito Juan C.A. fue una empresa petrolera venezolana de capital privado, fundada el 26 de noviembre de 1965 por un puñado de empresarios venezolanos, encabezados por el ingeniero petrolero Humberto Peñaloza. Como iniciativa empresarial, Mito Juan fue totalmente innovadora en el negocio petrolero en Venezuela, pues permitió cabida a cualquier inversionista que pudiera pagar el precio de una acción, que originalmente fue de 10 bolívares. Mito Juan cesó operaciones el 31 de diciembre de 1975 con motivo de la estatización de la industria petrolera en Venezuela.

## Historia
El nombre de la compañía está inspirado en una formación geológica del cretácico superior situada al occidente de Venezuela. Este nombre, sin embargo, encerraba también un simbolismo: cualquier ciudadano humilde podía ser dueño efectivo de la riqueza petrolera, una riqueza que hasta entonces el venezolano común la asociaba con los extranjeros y los poderosos. Como tal, fue una empresa de capital abierto, figura aún existente en el derecho mercantil venezolano, lo cual amplió su base de accionistas hasta sobrepasar los 1000 socios, muchos de ellos trabajadores de la propia empresa.
En 1967 Mito Juan adquiere en concesión dos bloques en el campo Oficina del Estado Anzoátegui, los cuales retornaron una producción marginal aunque significativa hasta 1975. El 1 de enero de 1976, luego de ejecutada la Ley de Nacionalización Petrolera, la Petrolera Mito Juan pasa a convertirse en la nueva operadora estatal Vistaven, filial de Petróleos de Venezuela.
La  Fundación Mito Juan Pro-Música, se dedicó a promover a través de la grabación de discos y organización de giras a jóvenes solistas venezolanos.